# Лючія Траверса
Лючія Траверса (італ. Lucia Traversa, нар. 31 травня 1965, Рим, Італія) — італійська фехтувальниця на рапірах, срібна призерка Олімпійських ігор 1988 року, дворазова чемпіонка світу.

## Виступи на Олімпіадах
| Олімпіада         | Дисципліна      | Місце |
| ----------------- | --------------- | ----- |
| Лос-Анджелес 1984 | командна рапіра | 4     |
| Сеул 1988         | командна рапіра | 2     |